# Thomas Goldstein
Thomas Goldstein (geboren 23. Juni 1913 in Berlin; gestorben 19. November 1997 in New York) war ein deutschamerikanischer Historiker.

## Leben
Thomas Goldstein (auch Thomas E. bzw. Thomas Eugen Goldstein) war ein Sohn des Schriftstellers Moritz Goldstein und der Antonie Charlotte Schlesinger. Bereits als Schüler war er Regieassistent von Erwin Piscator bei einer politischen Theatergruppe und gehörte als Student in Berlin einer sozialistisch-revolutionären Studentengruppe an. Er studierte von 1931 bis 1933 in Berlin und emigrierte dann nach Florenz.
Goldstein kam nach Italien, um hier sein Studium fortzusetzen. Parallel dazu gehörte er aber auch zum Kollegium des von seinem Vater mitgegründeten Landschulheims in Florenz. 1936 promovierte er an der Universität von Florenz und war danach hier auch beschäftigt. Aufgrund seiner früheren politischen Aktivitäten in Berlin stand er aber auch in Florenz unter Beobachtung der NSDAP-Auslandsorganisation und des Deutschen Konsulats Vermutlich vor dem Hintergrund der zunehmenden Repressionen gegenüber ausländischen Juden in Italien begann Goldsteins Emigrations-Odyssee.
1938 reiste Goldstein zunächst über die Schweiz nach Norwegen. Als dort am 9. April 1940 die deutschen Truppen einfielen, emigrierte er in das benachbarte Schweden. Seine Flucht führte ihn dann weiter über Russland und Spanien nach Kuba und in die Dominikanische Republik, wo er interniert wurde. Von der Dominikanischen Republik aus konnte er dann 1941 endlich in die USA einreisen.
An der New York University wurde Goldstein 1942 wissenschaftlicher Mitarbeiter und arbeitete in den Folgejahren auch für das United States Office of War Information, für das Büro für Deutsche Angelegenheiten im US State Department und als politischer Kommentator für den Deutschen Dienst der Voice of America.
Ab 1955 setzte Goldstein seine wissenschaftliche Karriere fort. Er wurde zunächst Lecturer für Geschichte am Brooklyn College in New York und parallel dazu (bis 1965) Lecturer an der New School for Social Research. 1959 wurde er als Lecturer Fakultätsmitglied in der Abteilung für Geschichte des City College of New York, wo er anschließend auch zum Professor berufen wurde. 1978 wurde er emeritiert.
Goldsteins Spezialgebiet war die Forschung über die gemeinsamen historischen Wurzeln der Renaissance und des geographischen Denkens und der Entdeckung dieser Zeit. Er war Mitglied mehrerer wissenschaftlicher Gesellschaften in den USA.

## Schriften (Auswahl)
- Dawn of Modern Science: From the Arabs to da Vinci. Boston 1980, und neu: Da Capo Press, 1995, ISBN 0-306-80637-1.
- Geography in Fifteenth-Century Florence. In: John Parker (Hrsg.): Merchants and Scholars. Minneapolis 1965.
- Conceptual Patterns Underlying the Vinlund Map. In: Renaissance News. Band 19, Nr. 4, 1966.
- The Renaissance Concept of the Earth in its Influences Upon Copernicus. In: Terrae Incognitae. Band 4, 1972.
- The Role of the Italian Merchant Class in Renaissance and Discoveries. In: Terrae Incognitae. Band 8, 1976.
- Impulses of Italian Renaissance Culture Behind the Age of Discoveries. In: Fredi Chiappelli (Hrsg.): First Images of America. Berkeley 1976.